# Église baptiste de Beale Street
L'église baptiste de Beale Street également connue sous le nom de First Baptist Church ou Beale Avenue Baptist Church, est une église baptiste sur Beale Street à Memphis, dans le Tennessee. Elle est affiliée à la Convention baptiste nationale, USA. 

## Histoire
L'église a été fondée en 1869 par une congrégation d'esclaves affranchis à Memphis
Elle est conçue par le cabinet d'architectes de Memphis Jones & Baldwin, un partenariat entre Edward Culliatt Jones et Matthias Baldwin. La première pierre est posée en 1869, et l'édifice est construit entre 1871 et 1885,. À la fin des années 1880, l'église abrite également le bureau du journal d'Ida B. Wells, journaliste des droits civiques. L'église voit notamment  le passage des présidents Ulysses S. Grant et Teddy Roosevelt.
L'édifice rejoint le registre national des lieux historiques en 1971 et s'intègre dans l'élargissement du quartier historique national de Beale Street en 1993. Une place dédiée à Ida B. Wells est créée en 2021 à côté de l'église.